# Mount Speed
Mount Speed ist ein im Querschnitt nahezu kreisrunder, hügelförmiger Berg in der antarktischen Ross Dependency. Er ragt mit mehreren Gipfeln von maximal 1100 m Höhe am Südrand des Ross-Schelfeises auf der Westseite der Mündung des Shackleton-Gletschers auf.
Entdeckt wurde er von Teilnehmern der United States Antarctic Service Expedition (1939–1941). Der US-amerikanische Geophysiker Albert P. Crary (1911–1987) nahm zwischen 1957 und 1958 eine Vermessung vor und benannte ihn nach Leutnant Harvey Guy Speed (1920–1977) von der Flugstaffel VX-6 der United States Navy, der 1957 auf der Station Little America V überwinterte.